# Böyük Oyun

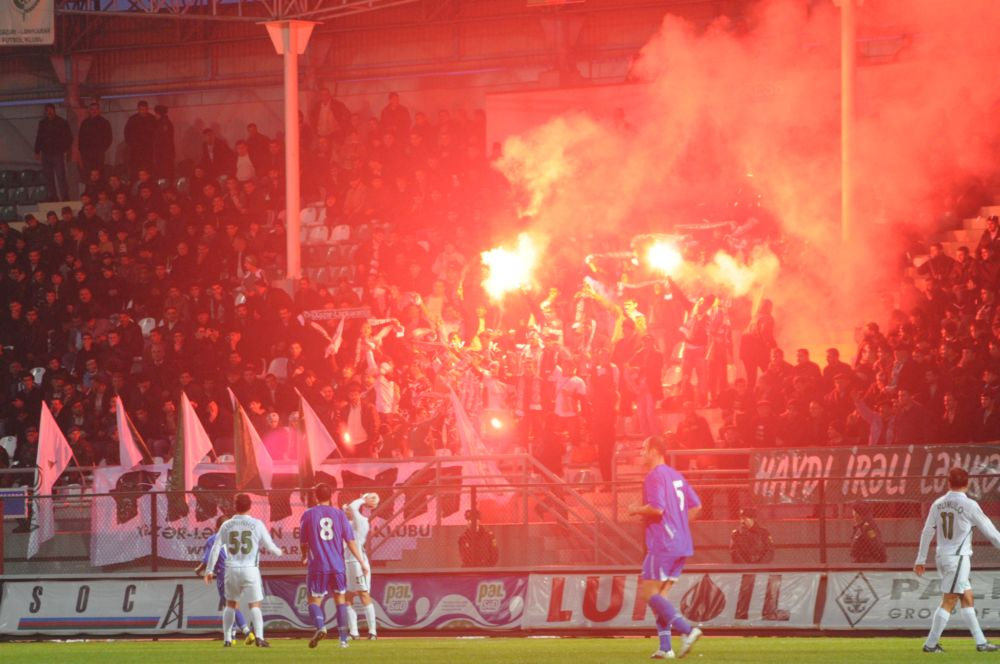
Aficionados del Khazar Lankaran.

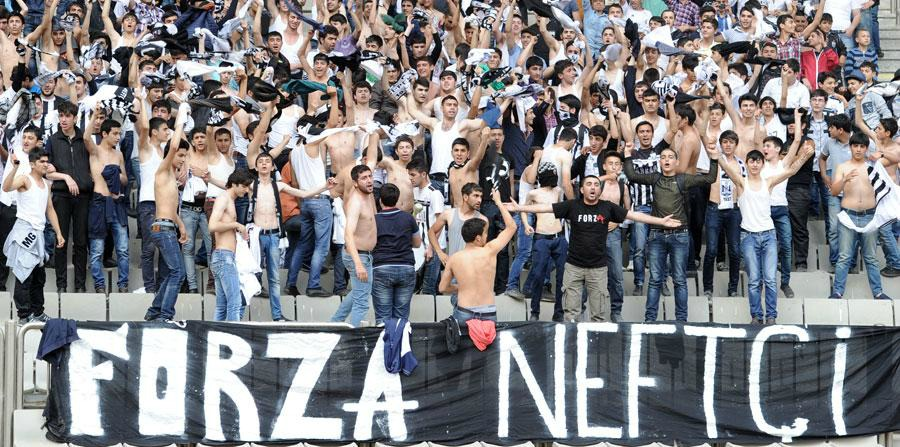
Aficionados del Neftçi.

El Böyük Oyun (en castellano: "El gran partido") es una rivalidad de fútbol de Azerbaiyán que involucra a dos de los clubes más exitosos del país, el PFC Neftchi Bakú y el FK Khazar Lankaran. El partido se ha ido desarrollando en una intensa y encarnizada rivalidad que tradicionalmente atrae a grandes asistencias de público. El enfrentamiento se ha jugado en numerosos lugares pero el estadio Lankaran es la sede que más derbis ha albergado.

## Historia

### Rivalidad cultural
Los clubes tienen grandes bases de apoyo alrededor de Bakú, pero también tienen peñas en la mayoría de ciudades a lo largo de Azerbaiyán. La relación entre los dos clubes siempre ha sido conocida por su gran animosidad, ya que el clásico se opone a dos regiones geográficas opuestas, pues el Neftchi y el FK Khazar Lankaran representan el norte y el sur de Azerbaiyán, respectivamente.

### Rivalidad futbolística
El primer partido jugado entre las dos partes fue en un partido de la Liga Premier de Azerbaiyán, un miércoles 8 de diciembre de 2004. El encuentro, que tuvo lugar en el estadio Lankaran, terminó 1-1. Ambos clubes compiten entre sí por el título de campeón nacional de liga.
En 2011, el derbi alcanzó su pico máximo ya que ambos clubes tuvieron que jugar entre sí cuatro veces en 33 días, después del emparejamiento en la Copa de Azerbaiyán y los cambios de formato de la Liga Premier de Azerbaiyán. El Khazar ganó una vez al Neftchi, pero todos los demás partidos terminaron en empate.
El Khazar Lankaran tiene el récord de invatibilidad en el Böyük Oyun. La última vez que el Lankaran perdió ante el Neftchi fue el 12 de abril de 2009 (2:1). Después de esa fecha, 11 partidos se han disputado entre ambos equipos en todas las competiciones. En tres de los once últimos encuentros el Khazar Lankaran venció los partidos contra sus rivales petroleros y otro terminó con empate.
El 6 de noviembre de 2011, el Neftchi rompió 938 días de invatibilidad del Khazar y registró la mayor victoria en un derbi, al vencer 5-0 al Khazar en Bakú.

### Aficionados
La rivalidad se volvió más acerbada después de que el Neftchi ganase la Liga Premier de Azerbaiyán superando al Khazar Lankaran en un partido de play-off. Con el tiempo, la rivalidad se hizo más ferviente y los aficionados del club comenzaron a alcanzar identidades colectivas. El Neftchi es visto como un club de la capital, mientras que el Khazar es visto como un club regional y con el apoyo de las regiones del sur de la sociedad azerbaiyana.
La multitud asistencias para los primeros 21 partidos ha superado los 229 000 seguidores. Debido a la naturaleza sensible de los partidos, la violencia de los hinchas ha aparecido en varias ocasiones. En los casos leves, los aficionados rompen sillas o tirar basura al campo, pero los casos más notables de violencia han involucrado peleas físicas entre los equipos rivales y aficionados, invasiones al terreno de juego por los aficionados, así como la destrucción significativa de la propiedad pública.
Los aficionados de ambos equipos también ponen énfasis en la rivalidad por la creatividad. En cada partido, los hinchas del Khazar Lankaran y del Neftchi demuestran cada uno diferentes mosaicos con frases o eslóganes.

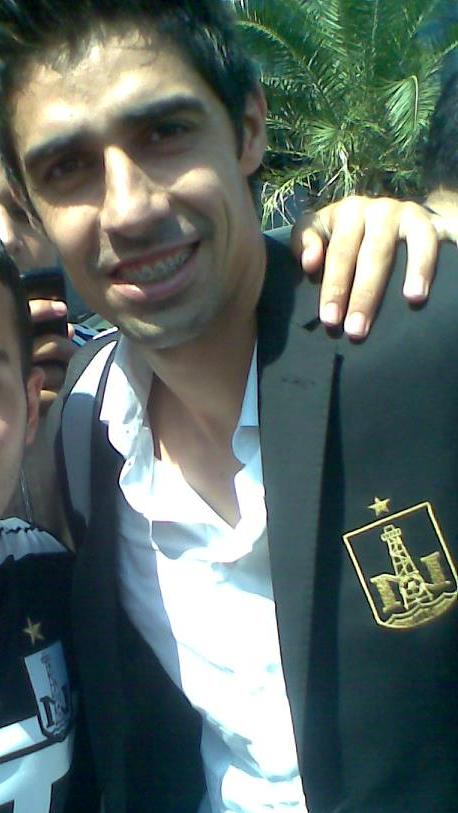
Flavinho es el goleador histórico del derbi.

## Balance
| Competición                | Partidos | Neftchi Bakú | Empate | Khazar Lankaran |
| -------------------------- | -------- | ------------ | ------ | --------------- |
| Liga Premier de Azerbaiyán | 27       | 9            | 11     | 7               |
| Copa de Azerbaiyán         | 3        | 1            | 1      | 1               |
| Supercopa de Azerbaiyán    | 1        | 0            | 0      | 1               |
| Total                      | 31       | 10           | 12     | 9               |

Nota: Las estadísticas del campeonato de liga incluye el partido de play-off por el título 2004-05, que ganó el Neftchi 2–1.
Las estadísticas 2004–2011 son obtenidas de Soccerway.com. El resto son de Fanat.az

## Jugadores
Las transferencias entre ambos clubes son poco habituales y muy pocas fueron en la década pasada. 
- Mahmud Qurbanov (Neftchi 1996–97 / 2004–05, Khazar 2005–07)
- Rashad Abdullayev (Khazar 2004–09, Neftchi 2009–12)
- Branimir Subašić (Neftchi 2005–08, Khazar 2011–)
- Ruslan Abishov (Neftchi 2006–12, Khazar 2012–)

### Entrenadores
- Agaselim Mirjavadov (Neftchi 1987–88 / 2004–06, Khazar 2006–10)